# DNS Advantage
DNS Advantage – darmowe serwery DNS udostępniane przez firmę NeuStar, oddane do użytku 11 grudnia 2007 roku. Usługodawca deklaruje, iż jego usługa jest oparta na bardziej rozwiniętej infrastrukturze niż konkurencyjne OpenDNS. Usługa oferuje filtrowanie ruchu internetowego oraz korekcie literówek w adresach stron WWW.

## Adresy serwerów DNS
- IPv4[3]
  - 156.154.70.1
  - 156.154.71.1